# Sistem de numerație pozițional
Un sistem de numerație pozițional este un sistem de numerație în care valoarea indicată de o cifră este valoarea cifrei înmulțită cu o putere a unei constante numită  bază. Ordinea puterilor bazei este succesivă, de la dreapta la stânga, cu puterea 0 la ultima cifră în cazul întregilor. Pentru valori fracționare, puterile negative ale bazei se extind la dreapta, începând de la un separator zecimal.
Exprimat mai simplu, un sistem de numerație se numește pozițional, dacă valoarea unei cifre este dată de poziția pe care aceasta o ocupă în cadrul numărului.
Cifrele folosite sunt un set de simboluri care formează o mulțime al cărei număr cardinal este egal cu baza de numerație.